# Bertolonia paranensis
Bertolonia paranensis är en tvåhjärtbladig växtart som först beskrevs av John Julius Wurdack, och fick sitt nu gällande namn av José Fernando Andrade Baumgratz. Bertolonia paranensis ingår i släktet Bertolonia och familjen Melastomataceae. Inga underarter finns listade i Catalogue of Life.